# Osttimoresisch-serbische Beziehungen
Die osttimoresisch-serbischen Beziehungen beschreiben das zwischenstaatliche Verhältnis von Osttimor und Serbien.

## Geschichte
Serbien stellte Polizisten für die Unterstützungsmission der Vereinten Nationen in Osttimor (UNMISET).
Am 4. Oktober 2012 verkündete das Amtsblatt Serbiens, dass die serbische Regierung nun diplomatische Beziehungen mit Osttimor aufnehmen wolle. Doch am 9. November 2012 erfolgte die offizielle Anerkennung des Kosovos durch Osttimor und die offizielle Aufnahme diplomatischer Beziehungen. Daher hatte Serbien weder mit Osttimor, noch mit den zwölf pazifischen Inselstaaten diplomatische Beziehungen, da alle den Kosovo als unabhängigen Staat anerkennen. Erst am 21. Dezember 2021 nahmen Serbien und Osttimor offiziell diplomatische Beziehungen auf.
Im September 2011 besuchte Alberto Carlos, der stellvertretende Außenminister Osttimors, Belgrad für ein Treffen der Bewegung der Blockfreien Staaten auf Ministerebene.

## Diplomatie
Die beiden Staaten verfügen über keine diplomatische Vertretungen im jeweils anderen Land. Osttimor hat eine Botschaft im belgischen Brüssel. Die serbische Botschaft im indonesischen Jakarta ist auch für Osttimor zuständig. Der serbische Botschafter hat allerdings bisher keine Akkreditierung in Osttimor abgegeben. Serbien hat aber einen ständigen Vertreter bei der Gemeinschaft der Portugiesischsprachigen Länder (CPLP), in der Osttimor Mitglied ist.

## Wirtschaft
Für 2018 gibt das Statistische Amt Osttimors keine Handelsbeziehungen zwischen Osttimor und Serbien an.

## Einreisebestimmungen
Osttimoresen benötigen für Serbien ein Visum.